# Flavia Domitilla (Tochter der jüngeren Domitilla)
Flavia Domitilla († Ende 1. / Anfang 2. Jahrhundert auf Pandateria oder auf Pontia) war eine Angehörige des Hauses der Flavier. Da sie möglicherweise als christliche Märtyrerin ums Leben kam, wird sie auch als Heilige verehrt.

## Leben
Flavia Domitilla war die Tochter von Domitilla der Jüngeren und Gattin des Konsuls Titus Flavius Clemens, ihres Vetters, mit dem sie sieben Kinder hatte. Die beiden Söhne bestimmte ihr Onkel Domitian, der seit 81 als Kaiser regierte, in deren frühester Jugend zur Nachfolge, ließ sie in Vespasianus und Domitianus umbenennen und gab ihnen den berühmten Rhetor Quintilian zum Lehrer. Ihr Mann wurde auf Betreiben Domitians im Jahre 95 hingerichtet, allerdings wohl nicht, weil er Christ gewesen wäre. Flavia Domitilla wurde verbannt. Möglich ist, dass sie den Kaiser Domitian überlebt hat und daher nach dem Jahre 98 nach Rom zurückkehren konnte. Ihr Grabmal befand sich an der Via Appia.
Wie bei ihrem Mann ist auch bei Flavia Domitilla stark umstritten, ob man aus den antiken Quellen schlussfolgern kann, sie wäre Christin gewesen. Cassius Dio, der die Ereignisse mit einem Abstand von über 100 Jahren beschreibt, ist der erste, der erklärt, Flavius Clemens und Flavia Domitilla sei der Vorwurf der Gottlosigkeit gemacht worden, was man aus römischer Sicht häufig den Christen vorwarf (aber auch den Juden). Sueton dagegen, dessen Kaiserbiographien in den 120er Jahren geschrieben wurden, berichtet lediglich, Flavius Clemens sei „wegen eines höchst geringen Verdachtes“ hingerichtet worden, was darauf hindeutet, dass Domitian hier einen Vorwand gewählt hat, um sich eines Thronrivalen zu entledigen. Die Witwe des Konsuls, Flavia Domitilla, sei, so Cassius Dio, auf die Insel Pandateria (das heutige Ventotene) im Tyrrhenischen Meer verbannt worden.
Eusebius von Caesarea berichtet, eine Nichte des Flavius Clemens namens Flavia Domitilla sei wegen ihres Christentums auf die Insel Pontia (heute Ponza) verbannt worden; bezüglich der Insel liegt wohl eine Verwechslung mit Pandataria vor – beide Inseln gehören zu den Pontinischen Inseln. Dem Wortlaut der Beschreibung des Eusebius nach wären zwei gleichnamige Verwandte des Konsuls anzunehmen, die beide auf die Pontinischen Inseln verbannt worden wären. Tatsächlich liegt aber wohl ein redaktioneller Fehler des Eusebius vor, sodass es sich in Wahrheit nur um eine Frau handelt, die Ehefrau des Konsuls.
Der im 4. Jahrhundert lebende Hieronymus berichtet, diese Flavia Domitilla (er verzichtet auf jede genaue Verwandtschaftsangabe) habe auf Pandataria ein langes Martyrium durchlitten. Dieser Domitilla werden auch die sogenannten Domitilla-Katakomben südlich von Rom zugeordnet.
Die Legende, wonach Flavia Domitilla unter Kaiser Trajan vor den Richter Minutius Rufus bestellt, dann gefoltert und schließlich enthauptet worden sei, ist nicht weiter belegt und späteren Datums.

## Verehrung
Die Verehrung als Heilige stützt sich auf die Interpretation, dass der Vorwurf der Gottlosigkeit, den Domitian gegen sie und ihren Gatten erhob, gleichbedeutend mit der Annahme des christlichen Glaubens gewesen sei. Gedenktag der Flavia Domitilla ist der 7. Mai. Die Gebeine der Flavia Domitilla will Kardinal Baronius aufgefunden haben; Reliquien der Heiligen werden in der Kirche Santi Nereo e Achilleo an der Seite der Reliquien der Heiligen Nereus und Achilleus aufbewahrt, die Kammerherren der Flavia Domitilla gewesen sein sollen, tatsächlich aber wohl erst während der Diokletianischen Christenverfolgung gestorben sind. Auch Limoges und Ellwangen bewahren Reliquien, die der Flavia Domitilla zugeschrieben werden.